# Clasificación de CAF para la Copa Mundial de Fútbol de 2010
Para la Copa Mundial de Fútbol de 2010, la CAF contó con cinco cupos directos más el cupo de Sudáfrica por derecho de anfitrión del evento. Todos los equipos miembros de la federación se inscribieron para participar en el proceso clasificatorio, aunque Santo Tomé y Príncipe y la República Centroafricana se retiraron antes de jugar sus encuentros.
El proceso consta inicialmente de unos partidos preliminares para reducir la lista de participantes a 48, los que luego serán divididos en doce grupos de cuatro equipos que jugarán un sistema de todos contra todos. Los doce ganadores y los ocho mejores segundos lugares pasarán a la segunda ronda en que se dividirán en cinco grupos de cuatro equipos. Los ganadores de cada grupo clasificarán a la fase final de la Copa Mundial.
Este evento sirvió además como proceso clasificatorio para la Copa Africana de Naciones de 2010 realizada en Angola, pasando a la ronda final de dicho evento los tres mejores equipos de cada uno de los grupos de la segunda ronda. Por esta razón, Sudáfrica participará en el proceso clasificatorio a pesar de que ya se encuentra clasificada al Mundial; de igual forma, Angola jugará el proceso clasificatorio a la Copa Africana de Naciones aun cuando está clasificada a dicha competición. En caso de que Sudáfrica alcance el liderato de un grupo, el segundo lugar clasificará al Mundial. De forma similar, si Angola queda entre los tres mejores equipos de un grupo, el cuarto lugar pasará a la Copa Africana de Naciones.

## Primera ronda
Para reducir la lista a 48 equipos participantes, los diez equipos más bajos de la clasificación mundial de la FIFA del mes de julio de 2007 se enfrentaron en una ronda preliminar. Cinco parejas fueron formadas para realizar partidos de ida y vuelta entre ellas:
- Madagascar vs.  Comoras
- Somalia vs.  Yibuti
- Santo Tomé y Príncipe vs.  República Centroafricana
- Sierra Leona vs.  Guinea-Bisáu
- Seychelles vs.  Suazilandia

Sin embargo, Santo Tomé y Príncipe y la República Centroafricana se retiraron antes de jugar sus encuentros, por lo que el proceso fue reformado. Seychelles y Suazilandia, los dos equipos mejor indexados de los diez iniciales, pasaron a la siguiente ronda y las parejas fueron sorteadas nuevamente. Debido a la imposibilidad de realizar sus partidos de local, Somalia jugaría solamente el partido de visitante.
| Fecha                   | Lugar        |               |  | Resultado                                                          |  |               |
| ----------------------- | ------------ | ------------- |  | ------------------------------------------------------------------ |  | ------------- |
| 14 de octubre de 2007   | Antananarivo | Madagascar    |  | 6:2 (2:1)                                                          |  | Comoras       |
| 17 de noviembre de 2007 | Moroni       | Comoras       |  | 0:4 (0:1)                                                          |  | Madagascar    |
| 17 de octubre de 2007   | Freetown     | Sierra Leona  |  | 1:0 (1:0)                                                          |  | Guinea-Bissau |
| 17 de noviembre de 2007 | Bissau       | Guinea-Bissau |  | 0:0                                                                |  | Sierra Leona  |
| 16 de noviembre de 2007 | Yibuti       | Yibuti        |  | 1:0 (0:0) Archivado el 13 de diciembre de 2009 en Wayback Machine. |  | Somalia       |

## Segunda ronda
Los 48 clasificados fueron divididos en doce grupos de cuatro equipos cada uno, los cuales se enfrentaron todos contra todos a lo largo de 2008. Los doce ganadores y los ocho mejores segundos avanzaron a la segunda fase de grupos.
| Bombo A                                                                                      | Bombo B                                                                                                 | Bombo C                                                                                      | Bombo D                                                                                                  |
| -------------------------------------------------------------------------------------------- | --- | -------------------------------------------------------------------------------------------- | --- |
| Camerún Nigeria Costa de Marfil Marruecos Ghana Túnez Egipto Guinea Senegal Malí Angola Togo | Zambia Sudáfrica Cabo Verde RD Congo Argelia Burkina Faso Benín Mozambique Libia Etiopía Congo Zimbabue | Uganda Botsuana Guinea Ecuatorial Tanzania Gabón Malaui Sudán Burundi Liberia Ruanda Namibia | Gambia Mauricio Kenia Chad Lesoto Mauritania Níger Suazilandia Seychelles Sierra Leona Madagascar Yibuti |

### Grupo 1
| Equipo     | Pts | PJ | PG | PE | PP | GF | GC | Dif |
| ---------- | --- | -- | -- | -- | -- | -- | -- | --- |
| Camerún    | 16  | 6  | 5  | 1  | 0  | 14 | 2  | 12  |
| Cabo Verde | 9   | 6  | 3  | 0  | 3  | 7  | 8  | -1  |
| Tanzania   | 8   | 6  | 2  | 2  | 2  | 9  | 6  | 3   |
| Mauricio   | 1   | 6  | 0  | 1  | 5  | 3  | 17 | -14 |

| Fecha                   | Lugar         |            |  | Resultado |  |            |
| ----------------------- | ------------- | ---------- |  | --------- |  | ---------- |
| 31 de mayo de 2008      | Dar es Salaam | Tanzania   |  | 1:1 (0:1) |  | Mauricio   |
| 31 de mayo de 2008      | Yaundé        | Camerún    |  | 2:0 (1:0) |  | Cabo Verde |
| 7 de junio de 2008      | Praia         | Cabo Verde |  | 1:0 (0:0) |  | Tanzania   |
| 8 de junio de 2008      | Curepipe      | Mauricio   |  | 0:3 (0:2) |  | Camerún    |
| 14 de junio de 2008     | Dar es Salaam | Tanzania   |  | 0:0       |  | Camerún    |
| 15 de junio de 2008     | Curepipe      | Mauricio   |  | 0:1 (0:1) |  | Cabo Verde |
| 21 de junio de 2008     | Yaundé        | Camerún    |  | 2:1 (0:0) |  | Tanzania   |
| 22 de junio de 2008     | Praia         | Cabo Verde |  | 3:1 (1:0) |  | Mauricio   |
| 6 de septiembre de 2008 | Curepipe      | Mauricio   |  | 1:4 (1:4) |  | Tanzania   |
| 6 de septiembre de 2008 | Praia         | Cabo Verde |  | 1:2 (1:0) |  | Camerún    |
| 11 de octubre de 2008   | Dar es Salaam | Tanzania   |  | 3:1 (2:1) |  | Cabo Verde |
| 11 de octubre de 2008   | Yaundé        | Camerún    |  | 5:0 (1:0) |  | Mauricio   |

### Grupo 2
| Equipo   | Pts | PJ | PG | PE | PP | GF | GC | Dif. |
| -------- | --- | -- | -- | -- | -- | -- | -- | ---- |
| Guinea   | 11  | 6  | 3  | 2  | 1  | 9  | 5  | 4    |
| Kenia    | 10  | 6  | 3  | 1  | 2  | 8  | 5  | 3    |
| Zimbabue | 6   | 6  | 1  | 3  | 2  | 4  | 6  | -2   |
| Namibia  | 6   | 6  | 2  | 0  | 4  | 7  | 12 | -5   |

| Fecha                   | Lugar    |          |  | Resultado |  |          |
| ----------------------- | -------- | -------- |  | --------- |  | -------- |
| 31 de mayo de 2008      | Windhoek | Namibia  |  | 2:1 (1:1) |  | Kenia    |
| 1 de junio de 2008      | Conakri  | Guinea   |  | 0:0       |  | Zimbabue |
| 7 de junio de 2008      | Nairobi  | Kenia    |  | 2:0 (1:0) |  | Guinea   |
| 8 de junio de 2008      | Harare   | Zimbabue |  | 2:0 (1:0) |  | Namibia  |
| 14 de junio de 2008     | Nairobi  | Kenia    |  | 2:0 (1:0) |  | Zimbabue |
| 14 de junio de 2008     | Windhoek | Namibia  |  | 1:2 (1:2) |  | Guinea   |
| 22 de junio de 2008     | Harare   | Zimbabue |  | 0:0       |  | Kenia    |
| 22 de junio de 2008     | Conakri  | Guinea   |  | 4:0 (2:0) |  | Namibia  |
| 6 de septiembre de 2008 | Nairobi  | Kenia    |  | 1:0 (1:0) |  | Namibia  |
| 7 de septiembre de 2008 | Harare   | Zimbabue |  | 0:0       |  | Guinea   |
| 11 de octubre de 2008   | Windhoek | Namibia  |  | 4:2 (3:0) |  | Zimbabue |
| 12 de octubre de 2008   | Conakri  | Guinea   |  | 3:2 (1:0) |  | Kenia    |

### Grupo 3
| Equipo | Pts | PJ | PG | PE | PP | GF | GC | Dif |
| ------ | --- | -- | -- | -- | -- | -- | -- | --- |
| Benín  | 12  | 6  | 4  | 0  | 2  | 12 | 8  | 4   |
| Angola | 10  | 6  | 3  | 1  | 2  | 11 | 8  | 3   |
| Uganda | 10  | 6  | 3  | 1  | 2  | 8  | 9  | -1  |
| Níger  | 3   | 6  | 1  | 0  | 5  | 5  | 11 | -6  |

| Fecha                   | Lugar   |        |  | Resultado |  |        |
| ----------------------- | ------- | ------ |  | --------- |  | ------ |
| 31 de mayo de 2008      | Kampala | Uganda |  | 1:0 (0:0) |  | Níger  |
| 1 de junio de 2008      | Luanda  | Angola |  | 3:0 (0:0) |  | Benín  |
| 8 de junio de 2008      | Cotonú  | Benín  |  | 4:1 (2:1) |  | Uganda |
| 8 de junio de 2008      | Niamey  | Níger  |  | 1:2 (1:1) |  | Angola |
| 14 de junio de 2008     | Kampala | Uganda |  | 3:1 (2:0) |  | Angola |
| 14 de junio de 2008     | Niamey  | Níger  |  | 0:2 (0:0) |  | Benín  |
| 22 de junio de 2008     | Cotonú  | Benín  |  | 2:0 (1:0) |  | Níger  |
| 23 de junio de 2008     | Luanda  | Angola |  | 0:0       |  | Uganda |
| 7 de septiembre de 2008 | Niamey  | Níger  |  | 3:1 (0:1) |  | Uganda |
| 7 de septiembre de 2008 | Cotonú  | Benín  |  | 3:2 (1:1) |  | Angola |
| 12 de octubre de 2008   | Kampala | Uganda |  | 2:1 (0:1) |  | Benín  |
| 12 de octubre de 2008   | Luanda  | Angola |  | 3:1 (0:1) |  | Níger  |

### Grupo 4
| Equipo            | Pts | PJ | PG | PE | PP | GF | GC | Dif |
| ----------------- | --- | -- | -- | -- | -- | -- | -- | --- |
| Nigeria           | 18  | 6  | 6  | 0  | 0  | 11 | 1  | 10  |
| Sudáfrica         | 7   | 6  | 2  | 1  | 3  | 5  | 5  | 0   |
| Sierra Leona      | 7   | 6  | 2  | 1  | 3  | 4  | 8  | -4  |
| Guinea Ecuatorial | 3   | 6  | 1  | 0  | 5  | 4  | 10 | -6  |

| Fecha                   | Lugar            |                   |  | Resultado                                                                                                   |  |                   |
| ----------------------- | ---------------- | ----------------- |  | --- |  | ----------------- |
| 1 de junio de 2008      | Malabo           | Guinea Ecuatorial |  | 2:0 (0:0)                                                                                                   |  | Sierra Leona      |
| 1 de junio de 2008      | Abuya            | Nigeria           |  | 2:0 (2:0)                                                                                                   |  | Sudáfrica         |
| 7 de junio de 2008      | Pretoria         | Sudáfrica         |  | 4:1 (2:0)                                                                                                   |  | Guinea Ecuatorial |
| 7 de junio de 2008      | Freetown         | Sierra Leona      |  | 0:1 (0:0)                                                                                                   |  | Nigeria           |
| 14 de junio de 2008     | Freetown         | Sierra Leona      |  | 1:0 (1:0)                                                                                                   |  | Sudáfrica         |
| 15 de junio de 2008     | Malabo           | Guinea Ecuatorial |  | 0:1 (0:1)                                                                                                   |  | Nigeria           |
| 21 de junio de 2008     | Pretoria         | Sudáfrica         |  | 0:0 |  | Sierra Leona      |
| 21 de junio de 2008     | Abuya            | Nigeria           |  | 2:0 (1:0)                                                                                                   |  | Guinea Ecuatorial |
| 6 de septiembre de 2008 | Puerto Elizabeth | Sudáfrica         |  | 0:1 (0:0)                                                                                                   |  | Nigeria           |
| 6 de septiembre de 2008 | Freetown         | Sierra Leona      |  | 2:1 (1:0)                                                                                                   |  | Guinea Ecuatorial |
| 11 de octubre de 2008   | Malabo           | Guinea Ecuatorial |  | 0:1 (0:1) (enlace roto disponible en Internet Archive; véase el historial, la primera versión y la última). |  | Sudáfrica         |
| 11 de octubre de 2008   | Abuya            | Nigeria           |  | 4:1 (3:1)                                                                                                   |  | Sierra Leona      |

### Grupo 5
| Equipo | Pts | PJ | PG | PE | PP | GF | GC | Dif. |
| ------ | --- | -- | -- | -- | -- | -- | -- | ---- |
| Ghana  | 12  | 6  | 4  | 0  | 2  | 11 | 5  | 6    |
| Gabón  | 12  | 6  | 4  | 0  | 2  | 8  | 3  | 5    |
| Libia  | 12  | 6  | 4  | 0  | 2  | 7  | 4  | 3    |
| Lesoto | 0   | 6  | 0  | 0  | 6  | 2  | 16 | -14  |

| Fecha                   | Lugar                    |        |                  | Resultado |                  |        |
| ----------------------- | ------------------------ | ------ | ---------------- | --------- | ---------------- | ------ |
| 31 de mayo de 2008      | Libreville               | Gabón  |                  | Susp.     |                  | Lesoto |
| 1 de junio de 2008      | Kumasi                   | Ghana  |                  | 3:0 (1:0) | Bandera de Libia | Libia  |
| 7 de junio de 2008      | Trípoli                  | Libia  | Bandera de Libia | 1:0 (1:0) |                  | Gabón  |
| 8 de junio de 2008      | Bloemfontein (Sudáfrica) | Lesoto |                  | 2:3 (0:2) |                  | Ghana  |
| 14 de junio de 2008     | Libreville               | Gabón  |                  | 2:0 (1:0) |                  | Ghana  |
| 15 de junio de 2008     | Bloemfontein (Sudáfrica) | Lesoto |                  | 0:1 (0:0) | Bandera de Libia | Libia  |
| 20 de junio de 2008     | Trípoli                  | Libia  | Bandera de Libia | 4:0 (1:0) |                  | Lesoto |
| 22 de junio de 2008     | Acra                     | Ghana  |                  | 2:0 (1:0) |                  | Gabón  |
| 28 de junio de 2008     | Libreville               | Gabón  |                  | 2:0 (1:0) |                  | Lesoto |
| 5 de septiembre de 2008 | Trípoli                  | Libia  | Bandera de Libia | 1:0 (0:0) |                  | Ghana  |
| 7 de septiembre de 2008 | Bloemfontein (Sudáfrica) | Lesoto |                  | 0:3 (0:0) |                  | Gabón  |
| 11 de octubre de 2008   | Sekondi-Takoradi         | Ghana  |                  | 3:0 (2:0) |                  | Lesoto |
| 11 de octubre de 2008   | Libreville               | Gabón  |                  | 1:0 (0:0) | Bandera de Libia | Libia  |

### Grupo 6
| Equipo  | Pts | PJ | PG | PE | PP | GF | GC | Dif |
| ------- | --- | -- | -- | -- | -- | -- | -- | --- |
| Argelia | 10  | 6  | 3  | 1  | 2  | 7  | 4  | 3   |
| Gambia  | 9   | 6  | 2  | 3  | 1  | 6  | 3  | 3   |
| Senegal | 9   | 6  | 2  | 3  | 1  | 9  | 7  | 2   |
| Liberia | 3   | 6  | 0  | 3  | 3  | 4  | 12 | -8  |

| Fecha                   | Lugar    |         |                    | Resultado |                    |         |
| ----------------------- | -------- | ------- | ------------------ | --------- | ------------------ | ------- |
| 31 de mayo de 2008      | Dakar    | Senegal | Bandera de Senegal | 1:0 (0:0) | Bandera de Argelia | Argelia |
| 1 de junio de 2008      | Monrovia | Liberia | Bandera de Liberia | 1:1 (0:1) | Bandera de Gambia  | Gambia  |
| 6 de junio de 2008      | Blida    | Argelia | Bandera de Argelia | 3:0 (2:0) | Bandera de Liberia | Liberia |
| 8 de junio de 2008      | Bakau    | Gambia  | Bandera de Gambia  | 0:0       | Bandera de Senegal | Senegal |
| 14 de junio de 2008     | Bakau    | Gambia  | Bandera de Gambia  | 1:0 (1:0) | Bandera de Argelia | Argelia |
| 15 de junio de 2008     | Monrovia | Liberia | Bandera de Liberia | 2:2 (0:0) | Bandera de Senegal | Senegal |
| 20 de junio de 2008     | Blida    | Argelia | Bandera de Argelia | 1:0 (1:0) | Bandera de Gambia  | Gambia  |
| 21 de junio de 2008     | Dakar    | Senegal | Bandera de Senegal | 3:1 (2:0) | Bandera de Liberia | Liberia |
| 5 de septiembre de 2008 | Blida    | Argelia | Bandera de Argelia | 3:2 (0:0) | Bandera de Senegal | Senegal |
| 6 de septiembre de 2008 | Bakau    | Gambia  | Bandera de Gambia  | 3:0 (2:0) | Bandera de Liberia | Liberia |
| 11 de octubre de 2008   | Monrovia | Liberia | Bandera de Liberia | 0:0       | Bandera de Argelia | Argelia |
| 11 de octubre de 2008   | Dakar    | Senegal | Bandera de Senegal | 1:1 (0:0) | Bandera de Gambia  | Gambia  |

### Grupo 7
| Equipo          | Pts | PJ | PG | PE | PP | GF | GC | Dif |
| --------------- | --- | -- | -- | -- | -- | -- | -- | --- |
| Costa de Marfil | 12  | 6  | 3  | 3  | 0  | 10 | 2  | 8   |
| Mozambique      | 8   | 6  | 2  | 2  | 2  | 7  | 5  | 2   |
| Madagascar      | 6   | 6  | 1  | 3  | 2  | 2  | 7  | -5  |
| Botsuana        | 5   | 6  | 1  | 2  | 3  | 3  | 8  | -5  |

| Fecha                   | Lugar        |                 |                            | Resultado                                                                                                   |                            |                 |
| ----------------------- | ------------ | --------------- | -------------------------- | --- | -------------------------- | --------------- |
| 31 de mayo de 2008      | Gaborone     | Botsuana        | Bandera de Botsuana        | 0:0 | Bandera de Madagascar      | Madagascar      |
| 1 de junio de 2008      | Abiyán       | Costa de Marfil | Bandera de Costa de Marfil | 1:0 (0:0)                                                                                                   | Bandera de Mozambique      | Mozambique      |
| 8 de junio de 2008      | Antananarivo | Madagascar      | Bandera de Madagascar      | 0:0 | Bandera de Costa de Marfil | Costa de Marfil |
| 8 de junio de 2008      | Maputo       | Mozambique      | Bandera de Mozambique      | 1:2 (0:1)                                                                                                   | Bandera de Botsuana        | Botsuana        |
| 14 de junio de 2008     | Gaborone     | Botsuana        | Bandera de Botsuana        | 1:1 (1:0)                                                                                                   | Bandera de Costa de Marfil | Costa de Marfil |
| 15 de junio de 2008     | Antananarivo | Madagascar      | Bandera de Madagascar      | 1:1 (0:1)                                                                                                   | Bandera de Mozambique      | Mozambique      |
| 22 de junio de 2008     | Maputo       | Mozambique      | Bandera de Mozambique      | 3:0 (1:0)                                                                                                   | Bandera de Madagascar      | Madagascar      |
| 22 de junio de 2008     | Abiyán       | Costa de Marfil | Bandera de Costa de Marfil | 4:0 (2:0)                                                                                                   | Bandera de Botsuana        | Botsuana        |
| 7 de septiembre de 2008 | Maputo       | Mozambique      | Bandera de Mozambique      | 1:1 (0:0)                                                                                                   | Bandera de Costa de Marfil | Costa de Marfil |
| 7 de septiembre de 2008 | Antananarivo | Madagascar      | Bandera de Madagascar      | 1:0 (1:0) (enlace roto disponible en Internet Archive; véase el historial, la primera versión y la última). | Bandera de Botsuana        | Botsuana        |
| 11 de octubre de 2008   | Gaborone     | Botsuana        | Bandera de Botsuana        | 0:1 (0:1)                                                                                                   | Bandera de Mozambique      | Mozambique      |
| 11 de octubre de 2008   | Abiyán       | Costa de Marfil | Bandera de Costa de Marfil | 3:0 (1:0)                                                                                                   | Bandera de Madagascar      | Madagascar      |

### Grupo 8
| Equipo     | Pts | PJ | PG | PE | PP | GF | GC | Dif. |
| ---------- | --- | -- | -- | -- | -- | -- | -- | ---- |
| Marruecos  | 9   | 4  | 3  | 0  | 1  | 11 | 5  | 6    |
| Ruanda     | 9   | 4  | 3  | 0  | 1  | 7  | 3  | 4    |
| Mauritania | 0   | 4  | 0  | 0  | 4  | 2  | 12 | -10  |
| Etiopía    | -   | -  | -  | -  | -  | -  | -  | -    |

| Fecha                   | Lugar      |            |                       | Resultado                                                                                                   |                       |            |
| ----------------------- | ---------- | ---------- | --------------------- | --- | --------------------- | ---------- |
| 31 de mayo de 2008      | Kigali     | Ruanda     | Bandera de Ruanda     | 3:0 (1:0)                                                                                                   | Bandera de Mauritania | Mauritania |
| 1 de junio de 2008      | Casablanca | Marruecos  | Bandera de Marruecos  | 3:0 (2:0)                                                                                                   | Bandera de Etiopía    | Etiopía    |
| 7 de junio de 2008      | Nuakchot   | Mauritania | Bandera de Mauritania | 1:4 (0:2)                                                                                                   | Bandera de Marruecos  | Marruecos  |
| 8 de junio de 2008      | Adís Abeba | Etiopía    | Bandera de Etiopía    | 1:2 (1:0) (enlace roto disponible en Internet Archive; véase el historial, la primera versión y la última). | Bandera de Ruanda     | Ruanda     |
| 13 de junio de 2008     | Nuakchot   | Mauritania | Bandera de Mauritania | 0:1 (0:0)                                                                                                   | Bandera de Etiopía    | Etiopía    |
| 14 de junio de 2008     | Kigali     | Ruanda     | Bandera de Ruanda     | 3:1 (1:0)                                                                                                   | Bandera de Marruecos  | Marruecos  |
| 21 de junio de 2008     | Casablanca | Marruecos  | Bandera de Marruecos  | 2:0 (1:0)                                                                                                   | Bandera de Ruanda     | Ruanda     |
| 22 de junio de 2008     | Adís Abeba | Etiopía    | Bandera de Etiopía    | 6:1 (1:1)                                                                                                   | Bandera de Mauritania | Mauritania |
| 6 de septiembre de 2008 | Nuakchot   | Mauritania | Bandera de Mauritania | 0:1 (0:0)                                                                                                   | Bandera de Ruanda     | Ruanda     |
| 7 de septiembre de 2008 | Adís Abeba | Etiopía    | Bandera de Etiopía    | Susp. | Bandera de Marruecos  | Marruecos  |
| 11 de octubre de 2008   | Kigali     | Ruanda     | Bandera de Ruanda     | Susp. | Bandera de Etiopía    | Etiopía    |
| 11 de octubre de 2008   | Rabat      | Marruecos  | Bandera de Marruecos  | 4:1 (1:0)                                                                                                   | Bandera de Mauritania | Mauritania |

### Grupo 9
| Equipo       | Pts | PJ | PG | PE | PP | GF | GC | Dif. |
| ------------ | --- | -- | -- | -- | -- | -- | -- | ---- |
| Burkina Faso | 16  | 6  | 5  | 1  | 0  | 14 | 5  | 9    |
| Túnez        | 13  | 6  | 4  | 1  | 1  | 11 | 3  | 8    |
| Burundi      | 6   | 6  | 2  | 0  | 4  | 5  | 9  | -4   |
| Seychelles   | 0   | 6  | 0  | 0  | 6  | 4  | 17 | -13  |

| Fecha                   | Lugar     |              |                         | Resultado                                                                                                   |                         |              |
| ----------------------- | --------- | ------------ | ----------------------- | --- | ----------------------- | ------------ |
| 1 de junio de 2008      | Buyumbura | Burundi      | Bandera de Burundi      | 1:0 (0:0)                                                                                                   | Bandera de Seychelles   | Seychelles   |
| 1 de junio de 2008      | Radès     | Túnez        | Bandera de Túnez        | 1:2 (1:0)                                                                                                   | Bandera de Burkina Faso | Burkina Faso |
| 7 de junio de 2008      | Victoria  | Seychelles   | Bandera de Seychelles   | 0:2 (0:2)                                                                                                   | Bandera de Túnez        | Túnez        |
| 7 de junio de 2008      | Uagadugú  | Burkina Faso | Bandera de Burkina Faso | 2:0 (2:0)                                                                                                   | Bandera de Burundi      | Burundi      |
| 14 de junio de 2008     | Victoria  | Seychelles   | Bandera de Seychelles   | 2:3 (0:1)                                                                                                   | Bandera de Burkina Faso | Burkina Faso |
| 15 de junio de 2008     | Buyumbura | Burundi      | Bandera de Burundi      | 0:1 (0:0)                                                                                                   | Bandera de Túnez        | Túnez        |
| 21 de junio de 2008     | Uagadugú  | Burkina Faso | Bandera de Burkina Faso | 4:1 (2:1)                                                                                                   | Bandera de Seychelles   | Seychelles   |
| 21 de junio de 2008     | Radès     | Túnez        | Bandera de Túnez        | 2:1 (2:1)                                                                                                   | Bandera de Burundi      | Burundi      |
| 6 de septiembre de 2008 | Victoria  | Seychelles   | Bandera de Seychelles   | 1:2 (0:1) (enlace roto disponible en Internet Archive; véase el historial, la primera versión y la última). | Bandera de Burundi      | Burundi      |
| 6 de septiembre de 2008 | Uagadugú  | Burkina Faso | Bandera de Burkina Faso | 0:0 | Bandera de Túnez        | Túnez        |
| 11 de octubre de 2008   | Radès     | Túnez        | Bandera de Túnez        | 5:0 (4:0) (enlace roto disponible en Internet Archive; véase el historial, la primera versión y la última). | Bandera de Seychelles   | Seychelles   |
| 12 de octubre de 2008   | Buyumbura | Burundi      | Bandera de Burundi      | 1:3 (1:1)                                                                                                   | Bandera de Burkina Faso | Burkina Faso |

### Grupo 10
| Equipo | Pts | PJ | PG | PE | PP | GF | GC | Dif |
| ------ | --- | -- | -- | -- | -- | -- | -- | --- |
| Malí   | 12  | 6  | 4  | 0  | 2  | 13 | 8  | 5   |
| Sudán  | 9   | 6  | 3  | 0  | 3  | 9  | 9  | 0   |
| Congo  | 9   | 6  | 3  | 0  | 3  | 7  | 8  | -1  |
| Chad   | 6   | 6  | 2  | 0  | 4  | 7  | 11 | -4  |

| Fecha                    | Lugar             |       |                                | Resultado |                                |       |
| ------------------------ | ----------------- | ----- | ------------------------------ | --------- | ------------------------------ | ----- |
| 31 de mayo de 2008       | Omdurmán          | Sudán | Bandera de Sudán               | Susp.     | Bandera de Chad                | Chad  |
| 1 de junio de 2008       | Bamako            | Malí  | Bandera de Mali                | 4:2 (3:1) | Bandera de República del Congo | Congo |
| 7 de junio de 2008       | Yamena            | Chad  | Bandera de Chad                | 1:2 (1:2) | Bandera de Mali                | Malí  |
| 8 de junio de 2008       | Brazzaville       | Congo | Bandera de República del Congo | 1:0 (0:0) | Bandera de Sudán               | Sudán |
| 14 de junio de 2008      | Yamena            | Chad  | Bandera de Chad                | 2:1 (1:1) | Bandera de República del Congo | Congo |
| 14 de junio de 2008      | Jartum            | Sudán | Bandera de Sudán               | 3:2 (1:0) | Bandera de Mali                | Malí  |
| 22 de junio de 2008      | Brazzaville       | Congo | Bandera de República del Congo | 2:0 (1:0) | Bandera de Chad                | Chad  |
| 22 de junio de 2008      | Bamako            | Malí  | Bandera de Mali                | 3:0 (1:0) | Bandera de Sudán               | Sudán |
| 6 de septiembre de 2008  | El Cairo (Egipto) | Sudán | Bandera de Sudán               | 1:2 (0:1) | Bandera de Chad                | Chad  |
| 7 de septiembre de 2008  | Brazzaville       | Congo | Bandera de República del Congo | 1:0 (0:0) | Bandera de Mali                | Malí  |
| 10 de septiembre de 2008 | El Cairo (Egipto) | Chad  | Bandera de Chad                | 1:3 (1:1) | Bandera de Sudán               | Sudán |
| 11 de octubre de 2008    | Omdurmán          | Sudán | Bandera de Sudán               | 2:0 (1:0) | Bandera de República del Congo | Congo |
| 11 de octubre de 2008    | Bamako            | Malí  | Bandera de Mali                | 2:1 (1:0) | Bandera de Chad                | Chad  |

### Grupo 11
| Equipo      | Pts | PJ | PG | PE | PP | GF | GC | Dif |
| ----------- | --- | -- | -- | -- | -- | -- | -- | --- |
| Zambia      | 7   | 4  | 2  | 1  | 1  | 2  | 1  | 1   |
| Togo        | 6   | 4  | 2  | 0  | 2  | 8  | 3  | 5   |
| Suazilandia | 4   | 4  | 1  | 1  | 2  | 2  | 8  | -6  |

| Fecha                    | Lugar         |             |                        | Resultado                                                                                                   |                        |             |
| ------------------------ | ------------- | ----------- | ---------------------- | --- | ---------------------- | ----------- |
| 31 de mayo de 2008       | Acra (Ghana)  | Togo        | Bandera de Togo        | 1:0 (1:0)                                                                                                   | Bandera de Zambia      | Zambia      |
| 8 de junio de 2008       | Lobamba       | Suazilandia | Bandera de Suazilandia | 2:1 (0:0)                                                                                                   | Bandera de Togo        | Togo        |
| 15 de junio de 2008      | Lobamba       | Suazilandia | Bandera de Suazilandia | 0:0 | Bandera de Zambia      | Zambia      |
| 20 de junio de 2008      | Chililabombwe | Zambia      | Bandera de Zambia      | 1:0 (0:0)                                                                                                   | Bandera de Suazilandia | Suazilandia |
| 10 de septiembre de 2008 | Chililabombwe | Zambia      | Bandera de Zambia      | 1:0 (1:0) (enlace roto disponible en Internet Archive; véase el historial, la primera versión y la última). | Bandera de Togo        | Togo        |
| 11 de octubre de 2008    | Acra (Ghana)  | Togo        | Bandera de Togo        | 6:0 (3:0)                                                                                                   | Bandera de Suazilandia | Suazilandia |

### Grupo 12
| Equipo   | Pts | PJ | PG | PE | PP | GF | GC | Dif |
| -------- | --- | -- | -- | -- | -- | -- | -- | --- |
| Egipto   | 15  | 6  | 5  | 0  | 1  | 13 | 2  | 11  |
| Malaui   | 12  | 6  | 4  | 0  | 2  | 14 | 5  | 9   |
| RD Congo | 9   | 6  | 3  | 0  | 3  | 14 | 6  | 8   |
| Yibuti   | 0   | 6  | 0  | 0  | 6  | 2  | 30 | -28 |

| Fecha                   | Lugar    |          |                                            | Resultado |                                            |          |
| ----------------------- | -------- | -------- | ------------------------------------------ | --------- | ------------------------------------------ | -------- |
| 31 de mayo de 2008      | Blantyre | Malaui   | Bandera de Malaui                          | 8:1 (2:1) | Bandera de Yibuti                          | Yibuti   |
| 1 de junio de 2008      | El Cairo | Egipto   | Bandera de Egipto                          | 2:1 (0:1) | Bandera de República Democrática del Congo | RD Congo |
| 6 de junio de 2008      | Yibuti   | Yibuti   | Bandera de Yibuti                          | 0:4 (0:1) | Bandera de Egipto                          | Egipto   |
| 8 de junio de 2008      | Kinshasa | RD Congo | Bandera de República Democrática del Congo | 1:0 (0:0) | Bandera de Malaui                          | Malaui   |
| 13 de junio de 2008     | Yibuti   | Yibuti   | Bandera de Yibuti                          | 0:6 (0:3) | Bandera de República Democrática del Congo | RD Congo |
| 14 de junio de 2008     | Blantyre | Malaui   | Bandera de Malaui                          | 1:0 (0:0) | Bandera de Egipto                          | Egipto   |
| 21 de junio de 2008     | El Cairo | Egipto   | Bandera de Egipto                          | 2:0 (1:0) | Bandera de Malaui                          | Malaui   |
| 22 de junio de 2008     | Kinshasa | RD Congo | Bandera de República Democrática del Congo | 5:1 (2:0) | Bandera de Yibuti                          | Yibuti   |
| 5 de septiembre de 2008 | Yibuti   | Yibuti   | Bandera de Yibuti                          | 0:3 (0:1) | Bandera de Malaui                          | Malaui   |
| 7 de septiembre de 2008 | Kinshasa | RD Congo | Bandera de República Democrática del Congo | 0:1 (0:1) | Bandera de Egipto                          | Egipto   |
| 11 de octubre de 2008   | Blantyre | Malaui   | Bandera de Malaui                          | 2:1 (0:1) | Bandera de República Democrática del Congo | RD Congo |
| 12 de octubre de 2008   | El Cairo | Egipto   | Bandera de Egipto                          | 4:0 (1:0) | Bandera de Yibuti                          | Yibuti   |

## Tercera ronda
En celeste los que clasificaron al Mundial y a la Copa Africana de Naciones de 2010, en violeta los que clasificaron solo a la Copa Africana de Naciones de 2010.

### Grupo A
| Equipo    | Pts | PJ | PG | PE | PP | GF | GC | Dif |
| --------- | --- | -- | -- | -- | -- | -- | -- | --- |
| Camerún   | 13  | 6  | 4  | 1  | 1  | 9  | 2  | 7   |
| Gabón     | 9   | 6  | 3  | 0  | 3  | 9  | 7  | 2   |
| Togo      | 8   | 6  | 2  | 2  | 2  | 3  | 7  | -4  |
| Marruecos | 3   | 6  | 0  | 3  | 3  | 3  | 8  | -5  |

| Fecha                   | Lugar        |           |                      | Resultado                                                           |                      |           |
| ----------------------- | ------------ | --------- | -------------------- | ------------------------------------------------------------------- | -------------------- | --------- |
| 28 de marzo de 2009     | Acra (Ghana) | Togo      | Bandera de Togo      | 1:0 (1:0) Archivado el 30 de marzo de 2009 en Wayback Machine.      | Bandera de Camerún   | Camerún   |
| 28 de marzo de 2009     | Casablanca   | Marruecos | Bandera de Marruecos | 1:2 (0:2) Archivado el 2 de abril de 2009 en Wayback Machine.       | Bandera de Gabón     | Gabón     |
| 6 de junio de 2009      | Libreville   | Gabón     | Bandera de Gabón     | 3:0 (1:0)                                                           | Bandera de Togo      | Togo      |
| 7 de junio de 2009      | Yaundé       | Camerún   | Bandera de Camerún   | 0:0 Archivado el 11 de junio de 2009 en Wayback Machine.            | Bandera de Marruecos | Marruecos |
| 20 de junio de 2009     | Rabat        | Marruecos | Bandera de Marruecos | 0:0 Archivado el 23 de junio de 2009 en Wayback Machine.            | Bandera de Togo      | Togo      |
| 5 de septiembre de 2009 | Libreville   | Gabón     | Bandera de Gabón     | 0:2 (0:0) Archivado el 8 de septiembre de 2009 en Wayback Machine.  | Bandera de Camerún   | Camerún   |
| 6 de septiembre de 2009 | Lomé         | Togo      | Bandera de Togo      | 1:1 (1:0) Archivado el 9 de septiembre de 2009 en Wayback Machine.  | Bandera de Marruecos | Marruecos |
| 9 de septiembre de 2009 | Yaundé       | Camerún   | Bandera de Camerún   | 2:1 (1:0) Archivado el 10 de septiembre de 2009 en Wayback Machine. | Bandera de Gabón     | Gabón     |
| 10 de octubre de 2009   | Yaundé       | Camerún   | Bandera de Camerún   | 3:0 (1:0) Archivado el 13 de octubre de 2009 en Wayback Machine.    | Bandera de Togo      | Togo      |
| 10 de octubre de 2009   | Libreville   | Gabón     | Bandera de Gabón     | 3:1 (1:0) Archivado el 14 de octubre de 2009 en Wayback Machine.    | Bandera de Marruecos | Marruecos |
| 14 de noviembre de 2009 | Lomé         | Togo      | Bandera de Togo      | 1:0 (0:0) Archivado el 20 de noviembre de 2009 en Wayback Machine.  | Bandera de Gabón     | Gabón     |
| 14 de noviembre de 2009 | Fes          | Marruecos | Bandera de Marruecos | 0:2 (0:1) Archivado el 17 de noviembre de 2009 en Wayback Machine.  | Bandera de Camerún   | Camerún   |

### Grupo B
| Equipo     | Pts | PJ | PG | PE | PP | GF | GC | Dif |
| ---------- | --- | -- | -- | -- | -- | -- | -- | --- |
| Nigeria    | 12  | 6  | 3  | 3  | 0  | 9  | 4  | 5   |
| Túnez      | 11  | 6  | 3  | 2  | 1  | 7  | 4  | 3   |
| Mozambique | 7   | 6  | 2  | 1  | 3  | 3  | 5  | -2  |
| Kenia      | 3   | 6  | 1  | 0  | 5  | 5  | 11 | -6  |

| Fecha                   | Lugar   |            |                       | Resultado                                                          |                       |            |
| ----------------------- | ------- | ---------- | --------------------- | ------------------------------------------------------------------ | --------------------- | ---------- |
| 28 de marzo de 2009     | Nairobi | Kenia      | Bandera de Kenia      | 1:2 (0:1)                                                          | Bandera de Túnez      | Túnez      |
| 29 de marzo de 2009     | Maputo  | Mozambique | Bandera de Mozambique | 0:0 Archivado el 1 de abril de 2009 en Wayback Machine.            | Bandera de Nigeria    | Nigeria    |
| 6 de junio de 2009      | Radès   | Túnez      | Bandera de Túnez      | 2:0 (1:0) Archivado el 22 de junio de 2009 en Wayback Machine.     | Bandera de Mozambique | Mozambique |
| 7 de junio de 2009      | Abuya   | Nigeria    | Bandera de Nigeria    | 3:0 (1:0) Archivado el 12 de junio de 2009 en Wayback Machine.     | Bandera de Kenia      | Kenia      |
| 20 de junio de 2009     | Radès   | Túnez      | Bandera de Túnez      | 0:0 Archivado el 23 de junio de 2009 en Wayback Machine.           | Bandera de Nigeria    | Nigeria    |
| 20 de junio de 2009     | Nairobi | Kenia      | Bandera de Kenia      | 2:1 (1:0) Archivado el 23 de junio de 2009 en Wayback Machine.     | Bandera de Mozambique | Mozambique |
| 6 de septiembre de 2009 | Maputo  | Mozambique | Bandera de Mozambique | 1:0 (0:0) Archivado el 9 de septiembre de 2009 en Wayback Machine. | Bandera de Kenia      | Kenia      |
| 6 de septiembre de 2009 | Abuya   | Nigeria    | Bandera de Nigeria    | 2:2 (1:1) Archivado el 9 de septiembre de 2009 en Wayback Machine. | Bandera de Túnez      | Túnez      |
| 11 de octubre de 2009   | Abuya   | Nigeria    | Bandera de Nigeria    | 1:0 (0:0) Archivado el 14 de octubre de 2009 en Wayback Machine.   | Bandera de Mozambique | Mozambique |
| 11 de octubre de 2009   | Radès   | Túnez      | Bandera de Túnez      | 1:0 (1:0) Archivado el 14 de octubre de 2009 en Wayback Machine.   | Bandera de Kenia      | Kenia      |
| 14 de noviembre de 2009 | Nairobi | Kenia      | Bandera de Kenia      | 2:3 (1:0) Archivado el 17 de noviembre de 2009 en Wayback Machine. | Bandera de Nigeria    | Nigeria    |
| 14 de noviembre de 2009 | Maputo  | Mozambique | Bandera de Mozambique | 1:0 (0:0) Archivado el 17 de noviembre de 2009 en Wayback Machine. | Bandera de Túnez      | Túnez      |

### Grupo C
| Equipo  | Pts | PJ | PG | PE | PP | GF | GC | Dif |
| ------- | --- | -- | -- | -- | -- | -- | -- | --- |
| Argelia | 13  | 6  | 4  | 1  | 1  | 9  | 4  | 5   |
| Egipto  | 13  | 6  | 4  | 1  | 1  | 9  | 4  | 5   |
| Zambia  | 5   | 6  | 1  | 2  | 3  | 2  | 5  | -3  |
| Ruanda  | 2   | 6  | 0  | 2  | 4  | 1  | 8  | -7  |

| Fecha                   | Lugar            |         |                    | Resultado                                                           |                    |         |
| ----------------------- | ---------------- | ------- | ------------------ | ------------------------------------------------------------------- | ------------------ | ------- |
| 28 de marzo de 2009     | Kigali           | Ruanda  | Bandera de Ruanda  | 0:0 Archivado el 31 de marzo de 2009 en Wayback Machine.            | Bandera de Argelia | Argelia |
| 29 de marzo de 2009     | El Cairo         | Egipto  | Bandera de Egipto  | 1:1 (1:0) Archivado el 1 de abril de 2009 en Wayback Machine.       | Bandera de Zambia  | Zambia  |
| 6 de junio de 2009      | Chililabombwe    | Zambia  | Bandera de Zambia  | 1:0 (0:0) Archivado el 28 de septiembre de 2014 en Wayback Machine. | Bandera de Ruanda  | Ruanda  |
| 7 de junio de 2009      | Blida            | Argelia | Bandera de Argelia | 3:1 (0:0) Archivado el 12 de junio de 2009 en Wayback Machine.      | Bandera de Egipto  | Egipto  |
| 20 de junio de 2009     | Chililabombwe    | Zambia  | Bandera de Zambia  | 0:2 (0:1) Archivado el 23 de junio de 2009 en Wayback Machine.      | Bandera de Argelia | Argelia |
| 5 de julio de 2009      | El Cairo         | Egipto  | Bandera de Egipto  | 3:0 (0:0) Archivado el 28 de septiembre de 2014 en Wayback Machine. | Bandera de Ruanda  | Ruanda  |
| 5 de septiembre de 2009 | Kigali           | Ruanda  | Bandera de Ruanda  | 0:1 (0:0) Archivado el 8 de septiembre de 2009 en Wayback Machine.  | Bandera de Egipto  | Egipto  |
| 6 de septiembre de 2009 | Blida            | Argelia | Bandera de Argelia | 1:0 (0:0) Archivado el 9 de septiembre de 2009 en Wayback Machine.  | Bandera de Zambia  | Zambia  |
| 10 de octubre de 2009   | Chililabombwe    | Zambia  | Bandera de Zambia  | 0:1 (0:0) Archivado el 13 de octubre de 2009 en Wayback Machine.    | Bandera de Egipto  | Egipto  |
| 11 de octubre de 2009   | Blida            | Argelia | Bandera de Argelia | 3:1 (2:1) Archivado el 14 de octubre de 2009 en Wayback Machine.    | Bandera de Ruanda  | Ruanda  |
| 14 de noviembre de 2009 | Kigali           | Ruanda  | Bandera de Ruanda  | 0:0 (0:0) Archivado el 17 de noviembre de 2009 en Wayback Machine.  | Bandera de Zambia  | Zambia  |
| 14 de noviembre de 2009 | El Cairo         | Egipto  | Bandera de Egipto  | 2:0 (1:0) Archivado el 16 de noviembre de 2009 en Wayback Machine.  | Bandera de Argelia | Argelia |
| Partido de desempate    |                  |         |                    |                                                                     |                    |         |
| 18 de noviembre de 2009 | Omdurmán (Sudán) | Argelia | Bandera de Argelia | 1:0 (1:0)                                                           | Bandera de Egipto  | Egipto  |

### Grupo D
| Equipo | Pts | PJ | PG | PE | PP | GF | GC | Dif |
| ------ | --- | -- | -- | -- | -- | -- | -- | --- |
| Ghana  | 13  | 6  | 4  | 1  | 1  | 9  | 3  | 6   |
| Benín  | 10  | 6  | 3  | 1  | 2  | 6  | 6  | 0   |
| Malí   | 9   | 6  | 2  | 3  | 1  | 8  | 7  | 1   |
| Sudán  | 1   | 6  | 0  | 1  | 5  | 2  | 9  | -7  |

| Fecha                   | Lugar    |       |                  | Resultado                                                          |                  |       |
| ----------------------- | -------- | ----- | ---------------- | ------------------------------------------------------------------ | ---------------- | ----- |
| 28 de marzo de 2009     | Omdurmán | Sudán | Bandera de Sudán | 1:1 (1:1) Archivado el 1 de abril de 2009 en Wayback Machine.      | Bandera de Mali  | Malí  |
| 29 de marzo de 2009     | Kumasi   | Ghana | Bandera de Ghana | 1:0 (1:0) Archivado el 1 de abril de 2009 en Wayback Machine.      | Bandera de Benín | Benín |
| 7 de junio de 2009      | Cotonú   | Benín | Bandera de Benín | 1:0 (1:0) Archivado el 11 de junio de 2009 en Wayback Machine.     | Bandera de Sudán | Sudán |
| 7 de junio de 2009      | Bamako   | Malí  | Bandera de Mali  | 0:2 (0:0) Archivado el 11 de junio de 2009 en Wayback Machine.     | Bandera de Ghana | Ghana |
| 20 de junio de 2009     | Omdurmán | Sudán | Bandera de Sudán | 0:2 (0:1) Archivado el 23 de junio de 2009 en Wayback Machine.     | Bandera de Ghana | Ghana |
| 21 de junio de 2009     | Bamako   | Malí  | Bandera de Mali  | 3:1 (1:1) Archivado el 23 de junio de 2009 en Wayback Machine.     | Bandera de Benín | Benín |
| 6 de septiembre de 2009 | Cotonú   | Benín | Bandera de Benín | 1:1 (0:0) Archivado el 9 de septiembre de 2009 en Wayback Machine. | Bandera de Mali  | Malí  |
| 6 de septiembre de 2009 | Acra     | Ghana | Bandera de Ghana | 2:0 (1:0) Archivado el 9 de septiembre de 2009 en Wayback Machine. | Bandera de Sudán | Sudán |
| 11 de octubre de 2009   | Cotonú   | Benín | Bandera de Benín | 1:0 (0:0) Archivado el 14 de octubre de 2009 en Wayback Machine.   | Bandera de Ghana | Ghana |
| 11 de octubre de 2009   | Bamako   | Malí  | Bandera de Mali  | 1:0 (0:0) Archivado el 14 de octubre de 2009 en Wayback Machine.   | Bandera de Sudán | Sudán |
| 14 de noviembre de 2009 | Omdurmán | Sudán | Bandera de Sudán | 1:2 (1:1) Archivado el 17 de noviembre de 2009 en Wayback Machine. | Bandera de Benín | Benín |
| 15 de noviembre de 2009 | Kumasi   | Ghana | Bandera de Ghana | 2:2 (0:1) Archivado el 17 de noviembre de 2009 en Wayback Machine. | Bandera de Mali  | Malí  |

### Grupo E
| Equipo          | Pts | PJ | PG | PE | PP | GF | GC | Dif |
| --------------- | --- | -- | -- | -- | -- | -- | -- | --- |
| Costa de Marfil | 16  | 6  | 5  | 1  | 0  | 19 | 4  | 15  |
| Burkina Faso    | 12  | 6  | 4  | 0  | 2  | 10 | 11 | -1  |
| Malaui          | 4   | 6  | 1  | 1  | 4  | 4  | 11 | -7  |
| Guinea          | 3   | 6  | 1  | 0  | 5  | 7  | 14 | -7  |

| Fecha                   | Lugar        |                 |                            | Resultado                                                          |                            |                 |
| ----------------------- | ------------ | --------------- | -------------------------- | ------------------------------------------------------------------ | -------------------------- | --------------- |
| 28 de marzo de 2009     | Uagadugú     | Burkina Faso    | Bandera de Burkina Faso    | 4:2 (2:0) Archivado el 1 de abril de 2009 en Wayback Machine.      | Bandera de Guinea          | Guinea          |
| 29 de marzo de 2009     | Abiyán       | Costa de Marfil | Bandera de Costa de Marfil | 5:0 (3:0) Archivado el 1 de abril de 2009 en Wayback Machine.      | Bandera de Malaui          | Malaui          |
| 6 de junio de 2009      | Blantyre     | Malaui          | Bandera de Malaui          | 0:1 (0:0)                                                          | Bandera de Burkina Faso    | Burkina Faso    |
| 7 de junio de 2009      | Conakri      | Guinea          | Bandera de Guinea          | 1:2 (0:1) Archivado el 11 de junio de 2009 en Wayback Machine.     | Bandera de Costa de Marfil | Costa de Marfil |
| 20 de junio de 2009     | Uagadugú     | Burkina Faso    | Bandera de Burkina Faso    | 2:3 (1:1) Archivado el 22 de junio de 2009 en Wayback Machine.     | Bandera de Costa de Marfil | Costa de Marfil |
| 21 de junio de 2009     | Conakri      | Guinea          | Bandera de Guinea          | 2:1 (2:0) Archivado el 23 de junio de 2009 en Wayback Machine.     | Bandera de Malaui          | Malaui          |
| 5 de septiembre de 2009 | Blantyre     | Malaui          | Bandera de Malaui          | 2:1 (0:1) Archivado el 9 de septiembre de 2009 en Wayback Machine. | Bandera de Guinea          | Guinea          |
| 5 de septiembre de 2009 | Abiyán       | Costa de Marfil | Bandera de Costa de Marfil | 5:0 (1:0) Archivado el 9 de septiembre de 2009 en Wayback Machine. | Bandera de Burkina Faso    | Burkina Faso    |
| 10 de octubre de 2009   | Blantyre     | Malaui          | Bandera de Malaui          | 1:1 (0:0) Archivado el 13 de octubre de 2009 en Wayback Machine.   | Bandera de Costa de Marfil | Costa de Marfil |
| 11 de octubre de 2009   | Acra (Ghana) | Guinea          | Bandera de Guinea          | 1:2 (0:1) Archivado el 14 de octubre de 2009 en Wayback Machine.   | Bandera de Burkina Faso    | Burkina Faso    |
| 14 de noviembre de 2009 | Uagadugú     | Burkina Faso    | Bandera de Burkina Faso    | 1:0 (0:0) Archivado el 19 de mayo de 2010 en Wayback Machine.      | Bandera de Malaui          | Malaui          |
| 14 de noviembre de 2009 | Abiyán       | Costa de Marfil | Bandera de Costa de Marfil | 3:0 (2:0) Archivado el 16 de junio de 2010 en Wayback Machine.     | Bandera de Guinea          | Guinea          |

## Goleadores
| Jugador           | Selección       | Goles |
| ----------------- | --------------- | ----- |
| Moumouni Dagano   | Burkina Faso    | 10    |
| Samuel Eto'o      | Camerún         | 8     |
| Frédéric Kanouté  | Malí            | 8     |
| Razak Omotoyossi  | Benín           | 7     |
| Didier Drogba     | Costa de Marfil | 6     |
| Chiukepo Msowoya  | Malaui          | 6     |
| Mohamed Aboutrika | Egipto          | 5     |
| Ismael Bangoura   | Guinea          | 5     |
| Pascal Feindouno  | Guinea          | 5     |
| Dennis Oliech     | Kenia           | 5     |
| Emmanuel Adebayor | Togo            | 5     |

## Clasificados a la Copa Mundial 2010
| Bandera de Sudáfrica | Bandera de Camerún | Bandera de Costa de Marfil | Bandera de Ghana | Bandera de Nigeria | Bandera de Argelia |
| Sudáfrica            | Camerún            | Costa de Marfil            | Ghana            | Nigeria            | Argelia            |
| Anfitrión            |                    |                            |                  |                    |                    |

## Clasificados a la Copa Africana de Naciones 2010
|         |       |       |         |                 |              |         |        |
| Camerún | Gabón | Togo  | Nigeria | Túnez           | Mozambique   | Argelia | Egipto |
|         |       |       |         |                 |              |         |        |
| Zambia  | Ghana | Benín | Malí    | Costa de Marfil | Burkina Faso | Malaui  | Angola |